# Oftalmologija
Oftalmologija, često pravopisno nepravilno kao „oftamologija”, je grana medicine koja se bavi bolestima očiju uključujući bolesti vidnog puta (sistema u mozgu koji je zadužen za vid). Oftalmolog je lekar koji je specijalizovan za negu očiju. Akreditacije uključuju medicinsku diplomu, nakon čega sledi dodatnih četiri do pet godina specijalističke obuke iz oblasti oftalmologije. Programi specijalističke obuke za oftalmologiju mogu zahtevati jednogodišnji staž sa obukom iz interne medicine, pedijatrije ili opšte hirurgije. Dodatna specijalistička obuka (ili stipendija) može se tražiti u određenom aspektu očne patologije. Oftalmolozima je dozvoljeno da propisuju lekove za lečenje očnih bolesti, sprovode lasersku terapiju i operišu kada je to potrebno. Oftalmolozi obično pružaju specijalnu negu očiju - medicinsku i hiruršku, i mogu učestvovati u akademskim istraživanjima o očnim poremećajima.

## Bolesti
Parcijalna lista najčešćih bolesti koje leče oftalmolozi obuhvata:
- Katarakta[8][9][10][11]
- Suzenje oka (opstrukcija suznog kanala)[12][13][14][15]
- Proptoza (ispupčene oči)[16][17][18]
- Tumori oka[19][20][21]
- Dijabetična retinopatija[22][23][24][25]
- Sindrom suvog oka
- Glaukom
- Makularna degeneracija
- Refraktivne greške
- Strabizam (neusklađenost ili devijacija očiju)
- Uveitis

## Etimologija
Grčki koreni reči oftalmologija su ὀφθαλμός (ophthalmos, „oko“) i -λoγία (-logia, „proučavanje, diskurs“), tj. „proučavanje očiju“. Disciplina se odnosi na sve životinjske oči, bilo ljudske ili ne, pošto su praksa i procedure prilično slične u pogledu procesa bolesti, iako postoje razlike u anatomiji ili prevalenci bolesti.

## Istorija

### Antički bliski istok i grčki period
U Ebersovom papirusu iz starog Egipta koji datira iz 1550. godine pre nove ere, postoji deo koji je posvećen očnim bolestima.
Pre Hipokrata, lekari su svoje anatomske koncepcije oka uglavnom zasnivali na spekulacijama, a ne na empirizmu. Oni su prepoznali skleru i providnu rožnjaču koji se nalaze na spoljašnjem omotaču oka, sa unutrašnjim slojem sa zenicom i tečnošću u centru. Alkameon (peti vek pre nove ere) i drugi su verovali da je ova tečnost medijum za vid i da je tekla od oka do mozga pomoću cevi. Aristotel je takve ideje unapredio empirizmom. On je secirao oči životinja i otkrio tri sloja (a ne dva), otkrio je da je tečnost konstantne konzistencije sa sočivom koje se formira (ili zgušnjava) nakon smrti, a okolni slojevi su viđeni kao suprotstavljeni. On i njegovi savremenici su dalje izneli postojanje tri cevi koje vode iz oka, a ne jedne. Jedna cev iz svakog oka susrela se unutar lobanje.
Grčki lekar Rufus iz Efesa (prvi vek nove ere) prepoznao je moderniji koncept oka, sa konjunktivom, koja se proteže kao četvrti epitelni sloj preko oka. Rufus je prvi prepoznao dvokomorno oko, sa jednom komorom od rožnjače do sočiva (napunjenom vodom), drugom od sočiva do mrežnjače (ispunjenom supstancom koja liči na belance).

### Drevna Indija
Indijski hirurg Sušruta napisao je delo Sušruta Samhita na sanskritu otprilike u šestom veku nove ere, koje opisuje 76 očnih bolesti (od toga 51 hirurških), kao i nekoliko oftalmoloških hirurških instrumenata i tehnika. Njegov opis operacije katarakte bio je kompatibilan sa metodom kaučinga. On je opisan kao jedan od prvih hirurga za kataraktu.

### Srednjovekovni islam
Srednjovekovni islamski arapski i persijski naučnici (za razliku od svojih klasičnih prethodnika) smatrali su normalnim kombinovanje teorije i prakse, uključujući izradu preciznih instrumenata, i stoga su smatrali prirodnim da kombinuju proučavanje oka sa praktičnom primenom tog znanja. Hunejn ibn Išak, i drugi počev od srednjovekovnog arapskog perioda, učili su da se kristalno sočivo nalazi tačno u centru oka. Ova ideja je propagirana do kraja 1500-ih.
Ibn al-Hajtam (Alhazen) je u svojoj Knjizi o optici objasnio da se vid javlja kada svetlost padne na objekat, odbije se i usmeri se u oči.
Ibn al-Nafis, arapin rodom iz Damaska, napisao je veliki udžbenik, Uglađena knjiga o eksperimentalnoj oftalmologiji, podeljen u dva dela, O teoriji oftalmologije i Jednostavni i složeni oftalmološki lekovi.
Avicena je u svom Kanonu napisao „risket“, što znači „retiformis“, a Gerard od Kremone je to preveo otprilike 1150. godine u novi termin „retina“.

### Moderni period
U sedamnaestom i osamnaestom veku, ručna sočiva koristio je Malpigi, mikroskope Levenhuk, preparate za fiksiranje oka za proučavanje Rajš, a kasnije je objavljeno Petitovo zamrzavanje oka. Ovo je omogućilo detaljno proučavanje oka i napredni model. Neke greške su se nastavile, kao što su: zašto je zenica promenila veličinu (vidi se da su sudovi šarenice ispunjeni krvlju), postojanje posteriorne komore i priroda mrežnjače. Ne znajući za njihove funkcije, Levenhuk je primetio postojanje fotoreceptora, međutim, oni nisu pravilno opisani sve do Gotfrida Rajnholda Treviranusa 1834.
Oko 1750. godine, Žak Davijel je zagovarao novi tretman katarakte ekstrakcijom umesto tradicionalnog metoda kaučinga. Georg Josef Ber (1763–1821) je bio austrijski oftalmolog i vođa Prve bečke medicinske škole. On je uveo je operaciju režnja za lečenje katarakte (Berova operacija), kao i popularizaciju instrumenta koji se koristi za izvođenje operacije (Berov nož).
U Severnoj Americi, autohtoni iscelitelji lečili su neke očne bolesti trljanjem ili struganjem očiju ili kapaka.

### Oftalmološka hirurgija u Velikoj Britaniji
Prvi oftalmološki hirurg u Velikoj Britaniji bio je Džon Frek, kojeg su na tu poziciju postavili upravnici bolnice Svetog Bartolomeja 1727. Veliki napredak je usledio imenovanjem Barona de Vencela (1724–1790), Nemaca koji je postao okulista kralja Velike Britanije Džordž III 1772. godine. Njegova veština uklanjanja katarakte je legitimisala ovo polje. Prva namenska oftalmološka bolnica otvorena je 1805. u Londonu; sada se zove Murfildsova očna bolnica. Klinički razvoj u Murfildsu i osnivanje Instituta za oftalmologiju (sada deo Univerzitetskog koledža Londona) od strane ser Stjuarta Djuka-Eldera postavili su ovu lokaciju kao najveću očnu bolnicu na svetu i vezu za oftalmološka istraživanja.

### Centralna Evropa
U Berlinu je oftalmolog Albreht fon Grefe uveo iridektomiju kao tretman za glaukom i poboljšanu operaciju katarakte, a takođe se smatra osnivačem Nemačkog oftalmološkog društva.
Brojni oftalmolozi su izbegli iz Nemačke nakon 1933. godine kada su nacisti počeli da progone osobe jevrejskog porekla. Reprezentativni vođa bio je Džozef Igeršajmer (1879–1965), najpoznatiji po svojim otkrićima sa arsfenaminom za lečenje sifilisa. On je izbegao je u Tursku 1933. Kao jedan od osam emigrantskih direktora na Medicinskom fakultetu Univerziteta u Istanbulu, izgradio je modernu kliniku i obučavao studente. Godine 1939. otišao je u Sjedinjene Države, gde je postao profesor na Tafts Univerzitetu. Nemački oftalmolog Gerhard Mejer-Švikerat je zaslužan za razvoj prethodnika laserske koagulacije, fotokoagulacije.
Godine 1946. Igeršajmer je sproveo prve eksperimente sa svetlosnom koagulacijom. Godine 1949. izvršio je prvo uspešno lečenje odvajanja mrežnjače svetlosnim snopom (svetlosna koagulacija) samokonstruisanim aparatom na krovu oftalmološke klinike na Univerzitetu Hamburg-Ependorf.
Poljska oftalmologija datira iz trinaestog veka. Poljsko oftalmološko društvo je osnovano 1911. Reprezentativni vođa bio je Adam Zamenhof (1888–1940), koji je uveo određene dijagnostičke, hirurške i nehirurške procedure za negu očiju. Nemački nacisti su ga pogubili 1940. godine.

## Literatura
- Agnes Fatrai, Stefan Uhrig, ур. (2015). Chinese Ophthalmology – Acupuncture, Herbal Therapy, Dietary Therapy, Tuina and Qigong. Tipani. ISBN 978-3-9815471-1-5. Tipani-Verlag, Wiesbaden 2015, .
- Kovacs J, Unschuld P U. Essential Subtleties on the Silver Sea (The Yin-hai jing-wei). University of California Press.. Berkeley 1998,  978-0520080584.
- Li Zhuanke;  . New Traditional Chinese Ophthalmology (Xinbian zhongyi yanke xue). People's Military Medical Publishing House, Beijing 1997,  7-80020-704-8.
- Guan Guohua;  . Diagnostics and Treatment in Chinese Ophthalmology (Zhongyi yanke zhenliao xue). Shanghai University of Traditional Chinese Medicine Press.. Shanghai 2002,  7-81010-613-9.
- Xiao Guoshi;  . Clinical Handbook of Chinese Ophthalmology (Zhongyi yanke linchuang shouce). People's Medical Publishing House, Beijing 1996,  7-117-02443-7.
- Browning, David J. (2010). Diabetic Retinopathy: Evidence-Based Management. Springer. стр. 1—10. ISBN 978-0-387-85900-2.
- Duh, Elia (2008). Diabetic Retinopathy. Springer. ISBN 978-1-59745-563-3.
- Joyce Tombran-Tink; Barnstable, Colin J. (2007). Ocular Angiogenesis: Diseases, Mechanisms, and Therapeutics. Springer. ISBN 978-1-59745-047-8.
- H.-P. Hammes; M. Porta (2010). Experimental Approaches to Diabetic Retinopathy. Karger Medical and Scientific Publishers. ISBN 978-3-8055-9275-8.
- Duh, Elia (2008). Diabetic Retinopathy. Springer. ISBN 978-1-59745-563-3.
- Jose Cunha-vaz (2011). Diabetic Retinopathy. World Scientific. ISBN 978-981-4304-43-6.
- Korobelnik, J. F.; Do, D. V.; Schmidt-Erfurth, U.; Boyer, D. S.; Holz, F. G.; Heier, J. S.;  . (новембар 2014). „Intravitreal aflibercept for diabetic macular edema”. Ophthalmology. 121 (11): 2247—54. PMID 25012934. doi:10.1016/j.ophtha.2014.05.006..
- Arevalo, J. F.; Garcia-Amaris, R. A. (фебруар 2009). „Intravitreal bevacizumab for diabetic retinopathy”. Curr Diabetes Rev. 5 (1): 39—46. PMID 19199897. doi:10.2174/157339909787314121.
- Rodriguez-Fontal M, Alfaro V, Kerrison JB, Jablon EP (фебруар 2009). „Ranibizumab for diabetic retinopathy”. Curr Diabetes Rev. 5 (1): 47—51. PMID 19199898. doi:10.2174/157339909787314239..
- FDA Drug and Safety Alerts. FDA Alerts Health Care Professionals of Infection Risk from Repackaged Avastin Intravitreal Injections. August 30, 2011. Available at
- Meredith TA. Clinical Trials in Ophthalmology-A Summary and Practice Guide. Kertes C, ed. The diabetic vitrectomy study. 1998. 37-48.
- [Guideline] American Diabetes Association. 10. Microvascular Complications and Foot Care: Standards of Medical Care in Diabetes-2018. Diabetes Care. 2018 Jan. 41 (Suppl 1):S105-18.
- Lu L, Jiang Y, Jaganathan R, Hao Y. Current Advances in Pharmacotherapy and Technology for Diabetic Retinopathy: A Systematic Review. J Ophthalmol. 2018. 2018:1694187.
- Baker, C. W.; Jiang, Y.; Stone, T. (мај 2016). „Recent advancements in diabetic retinopathy treatment from the Diabetic Retinopathy Clinical Research Network”. Curr Opin Ophthalmol. 27 (3): 210—6. PMC 4988806 . PMID 26913740. doi:10.1097/ICU.0000000000000262..

## Spoljašnje veze
- American Academy of Ophthalmology (језик: енглески)
- Association for Research in Vision and Ophthalmology (језик: енглески)
- American Society of Cataract & Refractive Surgery (језик: енглески)
- European Society of Cataract & Refractive Surgery (језик: енглески)
- European Vitreo-Retinal Society Архивирано на веб-сајту  (16. децембар 2009) (језик: енглески)
- Royal College of Ophthalmologists (језик: енглески)
- American Board of Eye Surgeons (језик: енглески)
- American Board of Ophthalmology (језик: енглески)
- Indian Journal of Ophthalmology (језик: енглески)
- All India Ophthalmological Society (језик: енглески)
- Delhi Ophthalmological Society (језик: енглески)
- Ophthalmological Society of Bangladesh (језик: енглески)
- The David G. Cogan Ophthalmic Pathology Collection (језик: енглески)
- Royal College of Surgeons in Edinburgh (језик: енглески)
- Canadian Ophthalmological Society (језик: енглески)
- Daily Ophthalmology News Архивирано на веб-сајту  (27. децембар 2009) (језик: енглески)
- ZAMAGLJEN VID, OPUŠTENI KAPCI, ŽUTE BEONJAČE: Šta oči i problemi sa vidom mogu da kažu o našem zdravlju („Večernje novosti”, 11. februar 2023)

|  | Molimo Vas, obratite pažnju na važno upozorenje u vezi sa temama iz oblasti medicine (zdravlja). |